# Maritmo
 (novembre 2018).
Marítimo est le quatrième album d'Adriana Calcanhotto, sorti en 1998.
Albums de Adriana Calcanhotto
A Fábrica do Poema
(1994) Público (album)
(2000)

## Liste des chansons
1. Parangolé Pamplona
2. Marítimo
3. Vambora
4. Quem Vem pra Beira Do Mar
5. Mão e Luva
6. Pista de Dança
7. Vamos Comer Caetano
8. Mais Feliz
9. Asas
10. Dançando
11. A Cidade
12. Por Isso Eu Corro Demais
13. Canção por Acaso